# 奉命謀殺
《奉命謀殺》（英語：Ordeal by Innocence），又譯《無妄之災》、《無辜者的試煉》，是英國推理小說作家阿嘉莎·克莉絲蒂的作品。

## 情節概要
傑克·阿吉爾因被控謀殺而被逮捕，但他堅稱他是清白的：他聲稱他的養母瑞琪·阿吉爾在書房裡被人以火鉗猛擊後腦的時候，他正在乘搭別人的便車。傑克被判處終身監禁，六個月後因肺炎而在監獄病逝。
兩年後，亞瑟·卡格里的突然出現，証明了傑克的無罪──當時他因為腦震盪而忘記了傑克曾乘搭過便車的記憶，直到近期才在偶然間尋回這一段失落了的記憶。亞瑟來到傑克的家，向他的家庭成員宣佈傑克的無辜，然而他卻發現他們無心為傑克沉冤昭雪......
當亞瑟正在一步步接近真相之際，試圖找出真相的菲利普·杜蘭特被殺害，而提娜·阿吉爾也被刺了一刀......
最後亞瑟發現了真相：兇手是寇蒂·林斯楚，她在傑克指使下犯下了案件，並造成有竊賊光顧的假象。命案次日傑克的妻子出現，令寇蒂看清了傑克的真面目，才令她在傑克失去不在場証明時見死不救。在亞瑟出現後，為了阻止真相曝光，她向菲利普和提娜下手......

## 主要人物
- 亞瑟·卡格里：地球物理學家，最近剛從南極探險回到英格蘭，38歲。
- 李奧·阿吉爾：瑞琪的丈夫，牛津大學的教師，研究經濟史，小說開始時正考慮和關黛宣布訂婚。
- 瑞琪·阿吉爾：李奧的妻子，在書房裡被人以火鉗擊中後腦謀殺，母性極強，積極參與慈善事業，因無法生育而收養了五個孩子。
- 關黛·馮恩：李奧的秘書，住在李奧宅邸附近。
- 瑪麗·杜蘭特：李奧和瑞琪收養的女兒，出生於紐約，大約27歲，五姐弟中的長女。
- 菲利普·杜蘭特：瑪麗的丈夫，戰時擔任飛行員，小說開始前二年，因癱瘓型小兒麻痺症而不良於行。
- 邁可·阿吉爾：李奧和瑞琪收養的兒子，在德里茅斯擔任汽車銷售員。
- 傑克·阿吉爾：李奧和瑞琪收養的兒子，因謀殺母親被判處無期徒刑，半年後在監獄死亡，個性陰晴不定，不時惹麻煩。
- 海絲塔·阿吉爾：李奧和瑞琪收養的女兒，大約20歲。
- 提娜·阿吉爾：李奧和瑞琪收養的女兒，黑白混血、個性冷靜，在附近城鎮的圖書館工作，並住在當地。
- 唐納德·葛瑞：年輕醫生，海絲塔的戀人。
- 莫琳·克烈格：傑克的妻子，在電影院擔任販賣食物的領位小姐，丈夫死後改嫁他人。
- 墨克斯特醫生：戰時保育院的醫生，對於阿吉爾一家的情況十分了解。
- 寇蒂·林斯楚：一名受專業培訓的瑞典護士和推拿師，曾幫助瑞琪辦戰爭保育院。
- 安德魯·馬歇爾：為傑克進行辯護的律師。